# Lepidotrigla sayademalha
Lepidotrigla sayademalha és una espècie de peix pertanyent a la família dels tríglids.

## Descripció
- Fa 10,4 cm de llargària màxima.[4]

## Hàbitat
És un peix marí, demersal i de clima tropical que viu entre 50-115 m de fondària.

## Distribució geogràfica
Es troba a l'Índic occidental.

## Observacions
És inofensiu per als humans.